# Maiar
I Maiar (al singolare Maia) sono spiriti divini di Arda, l'universo immaginario creato dallo scrittore inglese J. R. R. Tolkien. I Maiar sono quelli tra gli Ainur di grado minore (inferiore cioè a quello dei Valar) che scesero in Eä (l'universo creato) dopo l'Ainulindalë, la musica creatrice degli Ainur.
I più grandi e importanti fra i Maiar sono Sauron, Eönwë, portabandiera e araldo di Manwë, ed Ilmarë, ancella di Varda. Altri Maiar di una certa rilevanza sono anche Tilion, che mantiene la luna sempre in movimento, e Arien, che conduce il vascello del sole.
Ognuno dei Maiar è al servizio di uno o più particolari Valar; per esempio, Ossë, Uinen e Salmar (quest'ultimo noto per aver creato i grandi corni utilizzati da Ulmo, gli Ulumúri) sono al servizio di Ulmo come spiriti del mare, mentre Curumo, prima di diventare Saruman sulla Terra di Mezzo, era asservito ad Aulë il Fabbro.
Altri Maiar descritti da Tolkien sono quelli che si incarnarono e risiedettero nella Terra di Mezzo, essi comprendono Sauron (originariamente anch'egli un servitore di Aulë) e gli Istari: Curumo (che nella Terra di Mezzo sarà conosciuto come Saruman il Bianco), Aiwendil (che nella Terra di Mezzo sarà conosciuto come Radagast il Bruno), associato a Yavanna, Olórin (conosciuto in seguito come Gandalf il Grigio), associato a Manwë e Varda (in quanto scelto da loro, sebbene inizialmente fosse uno spirito di Irmo), Alatar e Pallando, gli stregoni blu; nonché Melian, che servì sia Vána che Estë, prima di innamorarsi dell'elfo Elwë e creare per il suo popolo la Cintura di Melian, una protezione contro le forze del male.
Infine, i Balrog sono Maiar particolari (in origine "spiriti di fuoco") i quali furono corrotti da Melkor per comandare i suoi eserciti di terrore. Oltre ai Balrog, Melkor corruppe anche altri Maiar, il più potente dei quali fu Sauron.
Di tutti i Maiar sopra elencati, Gandalf, Saruman, Radagast e gli stregoni blu furono incarnati in umani/stregoni, inviati nella Terra di Mezzo con particolari compiti di avviso ed aiuto; tali Maiar sono chiamati Istari dagli elfi.

## Elenco dei Maiar principali

### Eönwë
Eönwë è l'araldo di Manwë, oltre che il Capo dei Maiar insieme ad Ilmarë. Eönwë è spesso citato come il più abile con le armi di Arda.
Quando la richiesta di aiuto di Eärendil raggiunse Valinor, Eönwë fu il primo ad accoglierla. Quando Manwë decise di rispondere a questo appello, Eönwë fu mandato sulla Terra di Mezzo per combattere la Guerra d'Ira contro Morgoth, alla guida dei Vanyar.
Quando Morgoth fu sconfitto, Eönwë prese i due Silmaril che Morgoth aveva ottenuto e li tenne al sicuro. I due figli di Fëanor rimasti in vita, però, li rubarono e scapparono, ma Eönwë non volle che fossero uccisi. In seguito Eönwë insegnò agli Edain parte della scienza di Valinor ed essi divennero poi i Dunedain.
In versioni precedenti della storia rispetto a quella data ne Il Silmarillion, (vedi La storia della Terra di Mezzo), Eönwë, allora chiamato Fiönwë era descritto come figlio di Manwë, ma dato che il concetto di Figli dei Valar scomparve nel resoconto dato nel Silmarillion, il suo personaggio fu trasformato nell'araldo di Manwë.

### Ilmarë
Ilmarë compare ne Il Silmarillion, ed è una Maia ancella di Varda; il suo nome deriverebbe dalla parola elfica per "luce di stelle". È stato notato che questo nome richiama molto fortemente Ilmarinen, che è sia il nome di un dio del cielo finnico, sia un personaggio del Kalevala.
Insieme ad Eönwë, Ilmarë è una dei Maiar più importanti. Ella è brevemente menzionata nel Valaquenta, dove è descritta come una dei capi Maiar.
Ne i Racconti perduti il suo nome è Erinti ed è la Signora di Tol Eressëa, prima, e la figlia di Manwë e Varda, poi.

### Ossë
È un Maia associato al Vala Ulmo. Ossë è uno spirito legato al mare e serve appunto Ulmo, Signore dei mari e degli oceani, sorvegliando le acque attorno alla Terra di Mezzo. Sua moglie è Uinen, mentre un suo amico è Círdan il Carpentiere. Nel Valaquenta si afferma che all'origine del Mondo Melkor riuscì a convincere Ossë a unirsi a lui, sicché egli creò grandi tempeste marine con le quali distruggeva le coste; ma Uinen riuscì a farlo ritornare con i Valar, sebbene egli rimase poi un amante degli sconvolgimenti marini.
Ossë è amico dei Sindar, e da questi è considerato al livello di un Vala.
In alcune versioni precedenti del Silmarillion, Ossë era un Vala, e si metteva spesso contro Ulmo.

### Uinen
Moglie di Ossë, è una Maia conosciuta come "La Signora dei Mari". Compare nel Silmarillion, nei Racconti ritrovati, nei Racconti perduti e nei Racconti incompiuti.
I suoi capelli si diffondono attraverso tutte le acque ed il suo amore è dato a tutte le creature che vivono nelle acque salate. I marinai di Númenor invocavano il suo aiuto, perché era capace di calmare Ossë (amante delle tempeste) e vissero sotto la sua protezione finché durò il loro rispetto per i Valar.
Gli Elfi Teleri amavano molto Uinen, dato che lei ed Ossë li avevano accolti amichevolmente al fiume Sirion. Dopo il fratricidio di Alqualondë, Uinen pianse per i marinai Teleri.

### Arien
È la fanciulla Maia scelta dai Valar per guidare il vascello del Sole. Durante il periodo dei Due Alberi viveva a Valinor e si occupava dell'albero chiamato Laurelin. Era più potente di Tilion, il Maia scelto per guidare la Luna, ed era uno spirito di fuoco, simile ai Balrog ma non corrotto da Melkor.
(J. R. R. Tolkien, Il Silmarillion)
In alcuni scritti di Tolkien che non sono entrati a far parte del Silmarillion, si dice che Tilion si sia innamorato di Arien, e che per questo egli abbia cercato di avvicinarsi troppo al Sole, con il risultato di bruciare la Luna e riempirla di crateri.
In altri scritti, Morgoth voleva Arien come moglie e per questo la rapì. In seguito lei abbandonò il suo corpo e lo lasciò morire, lasciando che il Sole viaggiasse senza controllo nel cielo, bruciando parte di Arda. In altri scritti abbandonati si riporta che lei fosse una Maia di Varda. Non è chiaro se l'intento di Tolkien fosse quello di integrare questi elementi ne Il Silmarillion, dato che egli non è vissuto abbastanza per completarlo.

### Tilion
È il Maia scelto dai Valar per condurre l'isola della Luna. Negli anni precedenti, durante il periodo dei Due Alberi, Tilion viveva a Valinor ed era un cacciatore della compagnia di Oromë. Era un amante dell'argento, e andava spesso a riposarsi sotto Telperion, l'Albero d'Argento; fu per questo che implorò di custodirne l'ultimo fiore (sotto la forma della Luna). Tilion era meno potente di Arien, la Maia scelta per guidare il Sole.
Attratto da Arien, Tilion non sempre segue il cammino stabilito per la Luna, ed è per questa ragione che su Arda la Luna appare a volte anche di giorno, insieme al Sole, o dimentica di apparire di notte.
In alcuni scritti di Tolkien che non sono entrati a far parte del Silmarillion, si dice che Tilion sia innamorato di Arien, e che per questo abbia cercato di avvicinarsi troppo al Sole, con il risultato di bruciare la Luna e riempirla di crateri.

### Melian
Era una Maia che visitando la Terra di Mezzo si innamorò dell'Elfo Elu Thingol, Re Mantogrigio, e con lui governò a lungo il reame del Doriath abitato dagli Elfi del ceppo Sindarin. È una dei due Ainur di cui si sa per certo che hanno avuto una prole. Nella discendenza di Melian, oltre agli elfi avuti da Thingol, vi è anche quella dei Mezzelfi, nati dall'unione di sua figlia Lúthien con l'umano Beren. Perciò i discendenti di Beren sono un incrocio non solo di uomini ed elfi ma anche imparentati con i Maiar.
Quando Thingol (che in Quenya era chiamato Elwë) incontrò Melian, cadde come sotto un incantesimo d'amore, e rimase per lunghissimo tempo accanto alla Maia senza pronunciare parola. Interruppe dunque il suo viaggio verso Valinor, perdendo la cognizione del tempo e fu perciò lasciato indietro, mentre la maggior parte degli altri Eldar proseguivano nel loro vagare e poi partirono per Valinor. Thingol e Melian restarono quindi insieme nel Doriath, creando un regno immune dal male esterno, proprio grazie ai grandi poteri di Melian. La Maia infatti circondò il reame con un muro di ombre invalicabili. Lei e il marito ebbero una celeberrima figlia, Lúthien Tinúviel, destinata ad unirsi ad un uomo e perciò attraverso di lei il sangue Maiar di Melian si trasmise nelle discendenze di Elfi e Uomini.
Come detto Melian usò i suoi grandi poteri e le sue capacità per proteggere e difendere il Doriath con una catena impenetrabile di incantesimi, che venne chiamata la Cintura di Melian, ma predisse che ci sarebbe stata una persona in grado di attraversarla, contro la sua volontà. Quando Beren arrivò come predetto, Melian cercò inutilmente di convincere Thingol a non chiedere a Beren un Silmaril come pegno per le sue nozze con la figlia Lúthien; sentiva infatti che questa missione avrebbe portato alla rovina del Doriath.
Dopo la morte di Thingol, Melian capì che il suo tempo in quelle terre era finito e permise al proprio corpo di "morire", lasciando per sempre la Terra di Mezzo per andare a Valinor, dove pianse la scomparsa del marito presso Mandos.

### Salmar
È un personaggio minore de Il Silmarillion, ricordato per aver forgiato gli Ulumúri, cioè i corni con cui il suo signore Ulmo produce la musica del mare.
Nell'indice dei nomi del Silmarillion, Salmar è descritto come un Maia, ma non si sa se questa nota fu scritta da J.R.R. Tolkien o da suo figlio Christopher.
Non ci sono altri testi che descrivono Salmar come uno dei Maiar, ciò nonostante, il fatto di essere uno spirito che ha accompagnato Ulmo senza essere annoverato tra i Valar, rende questa ipotesi la più logica.
Nelle prime concezioni del legendarium (vedi La Storia della Terra di Mezzo) Salmar è spesso chiamato col titolo di Noldorin e talvolta Lirillo, ed era inquadrato come uno dei Maiar al servizio di Aulë.

### Sauron
Ne Il Signore degli Anelli, Sauron è l'Oscuro Signore di Mordor (The Dark Lord of Mordor), uno spirito malvagio e potentissimo, il più potente servo di Morgoth e creatore dell'Unico Anello trovato ne Lo Hobbit da Bilbo Baggins e poi ereditato da Frodo Baggins. Prima degli eventi de Il Signore degli Anelli, Sauron fu sconfitto da Isildur e perse l'Unico Anello, ma riuscì a scampare alla morte. Durante la Guerra dell'Anello egli ritorna con l'obiettivo di concludere il suo operato, ovvero quello di conquistare la Terra di Mezzo e poi il mondo intero, assoggettandone gli abitanti. Il personaggio viene definitivamente sconfitto alla fine de Il Signore degli Anelli quando Smeagol distrugge l'Unico Anello, cadendo con esso nelle fiamme del Monte Fato, luogo in cui l'oggetto era stato forgiato.
Sauron viene citato nei Racconti Incompiuti e ne Il Silmarillion, nei quali vengono aggiunti dettagli sulle sue origini e su alcuni fatti antecedenti la trama de Il Signore degli Anelli, principalmente ambientati durante la Prima e la Seconda Era. In Lo Hobbit Sauron viene indicato come il Negromante.

## Istari
Nella Terra di Mezzo vengono chiamati anche Stregoni o Maghi e i principali sono cinque (Saruman il Bianco, Gandalf il Grigio, Radagast il Bruno e i due stregoni blu, Alatar e Pallando); appartengono alla razza dei Maiar e formano tra loro un «Ordine», l'Heren Istarion, di cui ogni membro si afferma in possesso di profonde cognizioni della storia e della natura della Terra di Mezzo.
Simili a Uomini mortali nell'aspetto, gli Istari sono in realtà molto più longevi di essi. Indossano vesti composte da un unico colore (bianco, blu, bruno e grigio), ma non è chiaro se questo colore abbia un particolare significato. Portano sempre con sé dei bastoni, catalizzatori del loro potere magico. Il loro dovere è la contestazione di Sauron e la riunione di tutti i popoli che intendevano resistergli; per raggiungere questo scopo è loro interdetto di cercare di dominare Elfi e Uomini con la forza e la paura ed è loro vietato l'utilizzo del potere se non in determinati casi.
Il capo dell'Ordine è Saruman il Bianco, ma dopo il suo tradimento l'incarico passa a Gandalf il Grigio, poi conosciuto come Gandalf il Bianco.

### Gandalf
Gandalf si distingue come uno dei membri del Bianco Consiglio, un'assemblea che ha lo scopo di combattere l'Ombra nella Terra di Mezzo, del quale diventa successivamente capo e guida a seguito del tradimento di Saruman. Il ruolo di Gandalf ne Lo Hobbit e Il Signore degli Anelli è quello di guida per i protagonisti, rispettivamente Bilbo e Frodo Baggins. Ne Il Signore degli Anelli, oltre a essere uno dei principali baluardi della resistenza contro l'Oscuro Signore Sauron, Gandalf diviene anche il capo della Compagnia dell'Anello.

### Saruman
Saruman si distingue come il capo del Bianco Consiglio, l'alto comando dei Popoli Liberi nella Terra di Mezzo, oltre che il più saggio e potente tra gli Istari. Figura apparentemente di animo pacifico, nel corso de Il Signore degli Anelli si scoprirà essere un personaggio malvagio e doppiogiochista (sia con le forze del bene che del male), che ambisce a conquistare la Terra di Mezzo e a sottometterne gli abitanti.

### Radagast
Radagast si distingue come uno dei membri del Bianco Consiglio, l'alto comando dei Popoli Liberi nella Terra di Mezzo, insieme a Saruman e Gandalf, suo grande amico. È un grande amante degli animali della Terra di Mezzo, ma è anche esperto in moltissime arti magiche.

## Balrog
Si tratta di Maiar sedotti da Morgoth, il Principio del Male e primo Oscuro Signore della Terra di Mezzo. Al pari di Sauron, erano i suoi servitori più potenti.
In lingua Sindarin, Balrog significa letteralmente demone di potenza, mentre in Quenya essi sono chiamati Valaraukar, dal medesimo significato.
Dominano il fuoco, come il loro signore Morgoth. È importante precisare che pur essendo spiriti immortali, nella Terra di Mezzo possono essere comunque uccisi per via del fatto che al servizio di Morgoth si sono incarnati in corpi materiali.